# C/1990 K1 (Levy)
C/1990 K1 (Levy) est une comète hyperbolique du système solaire.
Elle a été découverte par David H. Levy en 20 mai 1990,.

## Nom
C/1990 K1 (Levy)
- C/ indique qu'il s'agit d'une comète non périodique
- 1990 indique qu'elle a été découverte en 1990
- K indique qu'elle a été découverte entre le 16 et le 31 mai
- 1 indique que c'est la première découverte dans cette période
- Levy indique qu'elle a été découverte par David H. Levy